# توبرکل
توبرکل (tubercle) نام برآمدگی مثلثی شکل وسط لب بالای انسانها است.

## پژوهش
طبق تحقیقی که در ژوئن ۲۰۱۱ انجام شد مشخص شد زنانی که توبرکل برجسته تری دارند احتمال تجربه اورگاسم بیشتری نسبت به سایر زنان دارند.